# Rich Ingram (5e vicomte d'Irvine)
Rich Ingram, 5e vicomte d'Irvine (6 janvier 1688 - 10 avril 1721), est un pair et homme politique anglais.

## Jeunesse
Ingram est né le 6 janvier 1688. Il est le deuxième des neuf fils nés d'Isabella Machell (1670–1764) et d'Arthur Ingram (3e vicomte d'Irvine), vice-amiral du Yorkshire et député du Yorkshire et de Scarborough. Il est le frère d'Edward (décédé de la variole après son Grand Tour), Arthur (député de Horsham), Henry (également député de Horsham), John, George (l'aumônier de la Chambre des communes), Charles (un officier de l'armée et aussi député de Horsham), Thomas et William Ingram . Sur les neuf frères, trois meurent en bas âge, cinq accèdent à la vicomté, et un seul, Charles (père du 9e et dernier vicomte d'Irvine), a des enfants .
Ses grands-parents paternels sont Henry Ingram (1er vicomte d'Irvine) et Lady Essex Montagu (une fille d'Edward Montagu (2e comte de Manchester)). Ses grands-parents maternels sont Helena Warmestry et John Machell, député de Horsham, de Hills, Sussex ,.
Il fait ses études au Collège d'Eton et est admis Fellow-Commoner au Christ's College, Cambridge, âgé de 14 ans en 1703  où son frère aîné le 4e vicomte a étudié avec le maître John Covel . Il est admis comme étudiant à l'université de Leyde en septembre 1704 .

## Carrière

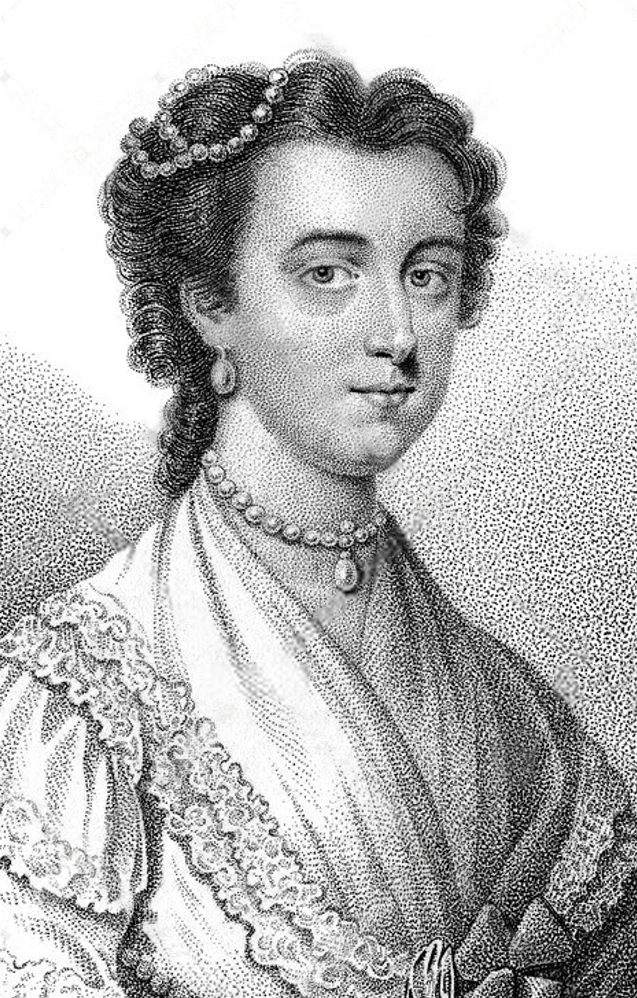
L'épouse de Lord Irvine, Anne Ingram, vicomtesse Irvine

Aux termes du testament de son grand-père Machell, Rich hérite de la propriété de Hills, avec 190 acres, à Horsham, ainsi que d'un burgage à Horsham, de plusieurs propriétés à Londres et dans d'autres parties de l'Angleterre, à l'âge de 21 ans, Rich prête serment, âgé de 22 ans, sous le nom de Rich Ingram alias Machell le 10 mars 1711/12 .
Après la mort de son frère aîné Edward de la variole, il devient vicomte en 1714. Il s'agit d'une pairie écossaise et ne lui donne pas droit à un siège à la Chambre des Lords. Il est nommé Lord-lieutenant du East Riding of Yorkshire la même année, poste qu'il occupe jusqu'en 1721 . Il est également gouverneur de Kingston-upon-Hull entre 1715 et 1721 et colonel du 16e régiment d'infanterie entre 1715 et 1717 et du 1er régiments de dragons de la garde entre 1717 et 1721. En 1720, il est nommé gouverneur de la Barbade mais meurt de la variole avant de prendre ses fonctions .

## Vie privée
En 1717, Lord Irvine épouse Lady Anne Howard (c. 1696), fille de Charles Howard (3e comte de Carlisle) et de Lady Anne Capel, fille du comte d'Essex et de Lady Elizabeth Percy. Leur portrait est peint par Jonathan Richardson (l'aîné, 1667-1745) . Ils n'ont pas d'enfants.
Il meurt de la variole en avril 1721, à l'âge de 33 ans. Il est enterré à l'abbaye de Westminster. Lord Irvine est remplacé par son frère cadet, Arthur, à qui le domaine Horsham est également transmis par défaut de descendance masculine de Rich. La vicomtesse d'Irvine est une dame de la chambre à coucher de la princesse de Galles (mère de George III) en 1736 et se remarie à William Douglas (député de Kinross-shire) en 1737. Elle meurt en décembre 1764 .